# Rhochmopterum seniorwhitei
Rhochmopterum seniorwhitei är en tvåvingeart som först beskrevs av Mario Bezzi 1926.  Rhochmopterum seniorwhitei ingår i släktet Rhochmopterum och familjen borrflugor.
Artens utbredningsområde är Sri Lanka. Inga underarter finns listade i Catalogue of Life.